# نهائي كأس إيطاليا 1962
نهائي كأس إيطاليا 1962 هي المباراة النهائية من منافسة كأس إيطاليا 1961–62، أقيمت المباراة في 21 يونيو 1962، في ملعب أولمبيكو، بين فريقي نادي نابولي، ونادي سبال، وفاز فيها نادي نابولي، بعد أن هزم نادي سبال، بنتيجة 2 - 1.

## تفاصيل المباراة
لعبت المباراة النهائية في 21 يونيو 1962.
| نادي نابولي             | 2 -1 | نادي سبال  |
| ----------------------- | ---- | ---------- |
| No ID 12 ' · No ID 78 ' |      | No ID 16 ' |